# گریت هورکسلی
گریت هورکسلی (به انگلیسی: Great Horkesley) یک روستا و محله مدنی در بریتانیا است که در Colchester واقع شده‌است. گریت هورکسلی ۲٬۴۷۶ نفر جمعیت دارد.